# Pierre Abbink Spaink
Pierre Abbink Spaink (IJsselstein, 24 april 1931 - Hilversum, 26 september 2001) was een Nederlands componist.

## Opleiding
Abbink Spaink begon met muzieklessen bij Herman C. de Leeuw. Na het behalen van zijn gymnasiumdiploma ging hij studeren aan het Utrechts Conservatorium, waar hij les had van onder anderen Karel Mengelberg, Kees van Baaren, Hein Kien, Theo Willemze en verder drs. W.C.M. Kloppenburg voor muziektheorie en Anton Dresden voor piano). Hij sloot zijn studie af met diploma's C I hoofdvak piano en C II hoofdvak theorie.

## Activiteiten
Abbink Spaink was tot 1962 docent piano aan onder andere de Muziekschool in Eindhoven, en docent muziektheorie aan de vooropleiding van het Utrechts Conservatorium. In 1962 kwam hij in dienst bij de radio. In 1970 volgde een benoeming tot docent muziektheorie aan het Twents Conservatorium in Enschede, gevolgd door een benoeming in dezelfde functie bij de Muziekpedagogische Academie in Hilversum in 1972.

## Composities
- 1971  Organum, voor orgel, waarvoor eervolle vermelding bij de Schnitgerprijs-competitie in Zwolle.
- 1969  Rondo, voor orgel, in opdracht van de regering.

- Library of Congress Control Number: no2014169451
- Virtual International Authority File: 313296081
- WorldCat: E39PBJfX6836Q64xGPQjhc9VYP